# Neuseeländische Cricket-Nationalmannschaft gegen Pakistan in der Saison 2018/19
Die Tour der neuseeländischen Cricket-Nationalmannschaft gegen Pakistan in der Saison 2018/19 fand vom 31. Oktober bis zum 7. Dezember 2018 in den Vereinigten Arabischen Emiraten statt. Die internationale Cricket-Tour war Bestandteil der Internationalen Cricket-Saison 2018/19 und umfasste drei Tests, drei ODIs und drei Twenty20s. Neuseeland gewann die Test-Serie 2–1, Pakistan die Twenty20-Serie 3–0, während die ODI-Serie 1–1 unentschieden endete.

## Vorgeschichte
Pakistan bestritt zuvor in den Vereinigten Arabischen Emiraten eine Tour gegen Australien, für Neuseeland ist es die erste Tour der Saison. Das letzte Aufeinandertreffen der beiden Mannschaften fand in der Saison 2017/18 in Neuseeland statt. Pakistan versuchte Neuseeland zu überzeugen die Twenty20-Serie in Pakistan auszutragen, was der neuseeländische Verband aus Sicherheitsgründen ablehnte.

## Stadien
Die folgenden Stadien wurden für die Tour als Austragungsort vorgesehen.
| Stadion                             | Stadt     | Kapazität | Spiele                            |
| ----------------------------------- | --------- | --------- | --------------------------------- |
| Sheikh Zayed Cricket Stadium        | Abu Dhabi | 20.000    | 1. & 3. Test; 1. & 2. ODI; 1. T20 |
| Dubai International Cricket Stadium | Dubai     | 25.000    | 2. Test; 3. ODI; 2. & 3. T20      |

## Kaderlisten
Neuseeland benannte seine Kader am 25. Juli 2018.
Pakistan benannte seinen Twenty20-Kader am 29. Oktober, seinen ODI-Kader am 2. November und seinen Test-Kader am 10. November 2018.
| Test | Test | ODI | ODI | Twenty20 | Twenty20 |
| Pakistan | Neuseeland | Pakistan | Neuseeland | Pakistan | Neuseeland |
| --- | --- | --- | --- | --- | --- |
| - Sarfraz Ahmed (K, wk) - Asad Shafiq - Azhar Ali - Babar Azam - Bilal Asif - Faheem Ashraf - Haris Sohail - Hasan Ali - Imam-ul-Haq - Mir Hamza - Mohommad Abbas - Mohammad Hafeez - Saad Ali - Shaheen Afridi - Yasir Shah | - Kane Williamson (K) - Todd Astle - Tom Blundell - Trent Boult - Colin de Grandhomme - Matt Henry - Tom Latham - Henry Nicholls - Ajaz Patel - Jeet Raval - Ish Sodhi - William Somerville - Tim Southee - Ross Taylor - Neil Wagner - BJ Watling | - Sarfraz Ahmed (K, wk) - Asif Ali - Babar Azam - Faheem Ashraf - Fakhar Zaman - Haris Sohail - Hasan Ali - Imad Wasim - Imam-ul-Haq - Junaid Khan - Mohammad Hafeez - Shadab Khan - Shaheen Afridi - Shoaib Malik - Usman Shinwari | - Kane Williamson (K) - Todd Astle - Trent Boult - Colin de Grandhomme - Lockie Ferguson - Martin Guptill - Matt Henry - Tom Latham - Colin Munro - Henry Nicholls - Ajaz Patel - Ish Sodhi - Tim Southee - Ross Taylor - BJ Watling - George Worker | - Sarfraz Ahmed (K, wk) - Asif Ali - Babar Azam - Faheem Ashraf - Fakhar Zaman - Hasan Ali - Hussain Talat - Imad Wasim - Mohammad Hafeez - Sahibzada Farhan - Shadab Khan - Shaheen Afridi - Shoaib Malik - Usman Shinwari - Waqas Maqsood | - Kane Williamson (K) - Corey Anderson - Mark Chapman - Colin de Grandhomme - Lockie Ferguson - Martin Guptill - Adam Milne - Colin Munro - Ajaz Patel - Glenn Phillips - Seth Rance - Tim Seifert - Ish Sodhi - Tim Southee - Ross Taylor |

## Twenty20 Internationals

### Erstes Twenty20 in Abu Dhabi
| 31. Oktober Scorecard | Abu Dhabi | Pakistan 148-6 (20)         | – | Neuseeland 146-6 (20) |
|                       |           | Pakistan gewinnt mit 2 Runs |   |                       |

### Zweites Twenty20 in Dubai
| 2. November Scorecard | Dubai | Neuseeland 153-7 (20)          | – | Pakistan 154-4 (19.4) |
|                       |       | Pakistan gewinnt mit 6 Wickets |   |                       |

### Drittes Twenty20 in Dubai
| 4. November Scorecard | Dubai | Pakistan 166-3 (20)          | – | Neuseeland 119 (16.5) |
|                       |       | Pakistan gewinnt mit 47 Runs |   |                       |

## One-Day Internationals

### Erstes ODI in Abu Dhabi
| 7. November Scorecard | Abu Dhabi | Neuseeland 266-9 (50)          | – | Pakistan 219 (47.2) |
|                       |           | Neuseeland gewinnt mit 47 Runs |   |                     |

Dem neuseeländischen Bowler Trent Boult gelang in dem Spiel ein Hattrick.

### Zweites ODI in Abu Dhabi
| 9. November Scorecard | Abu Dhabi | Neuseeland 209-9 (50)          | – | Pakistan 212-4 (40.3) |
|                       |           | Pakistan gewinnt mit 6 Wickets |   |                       |

### Drittes ODI in Dubai
| 11. November Scorecard | Dubai | Pakistan 279-8 (50) | – | Neuseeland 35-1 (6.5) |
|                        |       | No Result           |   |                       |

## Tests

### Erster Test in Abu Dhabi
| 16. – 19. November Scorecard | Abu Dhabi | Neuseeland 153 (66.3) & 249 (100.4) | – | Pakistan 227 (83.2) & 171 (58.3) |
|                              |           | Neuseeland gewinnt mit 4 Runs       |   |                                  |

### Zweiter Test in Dubai
| 24. – 27. November Scorecard | Dubai | Pakistan 418-5d (167)                          | – | Neuseeland 90 (35.3) & 312 (112.5) (f/o) |
|                              |       | Pakistan gewinnt mit einem Innings und 16 Runs |   |                                          |

### Dritter Test in Abu Dhabi
| 3. – 7. Dezember Scorecard | Abu Dhabi | Neuseeland 274 (116.1) & 357-7d (113) | – | Pakistan 348 (135) & 156 (56.1) |
|                            |           | Neuseeland gewinnt mit 123 Runs       |   |                                 |

Der Gewinn der Serie war der erste Gewinn einer Test-Serie Neuseelands gegen Pakistan auf ausländischen Boden seit 49 Jahren. Der letzte Sieg gelang in der Saison 1969/70 in Pakistan.
Während des Tests kündigte der pakistanische All-rounder Mohammad Hafeez seinen Rücktritt vom Test-Cricket an.